# Theodor Cormann
Theodor Cormann (* 27. August 1830 in Aachen; † 1. September 1906 in Saarbrücken) war ein deutscher Verwaltungsjurist und Präsident des Landgerichts Saarbrücken.

## Leben
Nach dem Abitur am Einhard-Gymnasium in Aachen studierte Theodor Cormann Rechtswissenschaften an der Rheinischen Friedrich-Wilhelms-Universität Bonn und Ruprecht-Karls-Universität Heidelberg.  Am 19. September 1853 wurde er Auskultator beim Landgericht Aachen, zwei Jahre später Referendar und 1858 Landgerichtsassessor. Zum 1. März 1865 folgte die Ernennung zum Untersuchungsrichter beim Landgericht Saarbrücken. Im Oktober 1867 wurde er Staatsanwalt in Koblenz und vier Jahre später in Wuppertal-Elberfeld.
Cormann kehrte zur Staatsanwaltschaft Koblenz zurück und wurde nebenamtlich Justitiar der Oberpostdirektion Koblenz. Am 25. September 1878 folgte die Ernennung zum Kammerpräsidenten beim Landgericht Saarbrücken, wo er im Juli 1879 als Vorsitzender Richter im Prozess um Marpinger Marienerscheinungen eingesetzt war. Drei Monate später – zum 1. Oktober 1879 – erhielt er die Ernennungsurkunde zum Präsidenten des Landgerichts.
Zum 1. April 1906 wurde Cormann in den Ruhestand verabschiedet.
Er war in der katholischen Kirche engagiert und am 8. September 1863 im Kaisersaal des Aachener Rathauses Delegierter bei der Generalversammlung der Katholischen Vereine Deutschlands.
Mit  Antonie Esser (1841–1899) verheiratet, hatte er zwei Töchter und zwei Söhne, darunter Paul Cormann (1868–1952, Präsident des Oberlandesgerichts Stettin).

## Ehrungen
- 8. November 1899 Geheimer Oberjustizrat mit Verleihung des Roter Adlerordens II. Klasse mit Eichenlaub
- 19. September 1903 Kronenordens II. Klasse mit Stern  sowie  Großkomtur  des Großherzoglich  Oldenburgischen  Haus- und Verdienstordens
- 15. März 1906 Ehrenbürger der Stadt Saarbrücken